# Élections constituantes luxembourgeoises de 1918
Pour les articles homonymes, voir Assemblée constituante luxembourgeoise.
L’élection de la Chambre constituante luxembourgeoise a lieu au scrutin indirect le 28 juillet et le 4 août 1918.
Le Parti de la droite (RP) s'impose comme le parti le plus important, remportant 23 des 53 sièges. La Chambre est chargée de réviser la constitution pour démocratiser la structure politique du pays. Les amendements sont promulgués le 15 mai 1919, introduisant la représentation proportionnelle et la possibilité de tenir des référendums.

## Organisation

### Mode de scrutin
| CA                                  | Capellen            | 3  | \| CA CL DI EC ES GR LU ME RD RE VD WI \| |  |  |
| CL                                  | Clervaux            | 3  | \| CA CL DI EC ES GR LU ME RD RE VD WI \| |  |  |
| DI                                  | Diekirch            | 4  | \| CA CL DI EC ES GR LU ME RD RE VD WI \| |  |  |
| EC                                  | Echternach          | 2  | \| CA CL DI EC ES GR LU ME RD RE VD WI \| |  |  |
| ES                                  | Esch-sur-Alzette    | 15 | \| CA CL DI EC ES GR LU ME RD RE VD WI \| |  |  |
| GR                                  | Grevenmacher        | 3  | \| CA CL DI EC ES GR LU ME RD RE VD WI \| |  |  |
| LU                                  | Luxembourg-Ville    | 4  | \| CA CL DI EC ES GR LU ME RD RE VD WI \| |  |  |
| LU                                  | Luxembourg-Campagne | 8  | \| CA CL DI EC ES GR LU ME RD RE VD WI \| |  |  |
| ME                                  | Mersch              | 2  | \| CA CL DI EC ES GR LU ME RD RE VD WI \| |  |  |
| RD                                  | Redange             | 3  | \| CA CL DI EC ES GR LU ME RD RE VD WI \| |  |  |
| RE                                  | Remich              | 2  | \| CA CL DI EC ES GR LU ME RD RE VD WI \| |  |  |
| VD                                  | Vianden             | 1  | \| CA CL DI EC ES GR LU ME RD RE VD WI \| |  |  |
| WI                                  | Wiltz               | 3  | \| CA CL DI EC ES GR LU ME RD RE VD WI \| |  |  |
|                                     |                     |    |                                           |  |  |
| Total                               | Total               | 53 |                                           |  |  |
| CA CL DI EC ES GR LU ME RD RE VD WI |                     |    |                                           |  |  |

Le Luxembourg est doté d'un parlement monocaméral, la Chambre des députés dont les 53 membres sont élus indirectement au scrutin majoritaire plurinominal à deux tours. La répartition des sièges est faite selon la méthode Hagenbach-Bishoff dans treize circonscriptions plurinominales.

### Calendrier
Les élections constituantes ont lieu le 28 juillet et le 4 août 1918.

## Forces en présence
| Parti politique | Parti politique                     | Parti politique                     | Positionnement et idéologie  | Chef de file      | Sièges en 1915 |
| --------------- | ----------------------------------- | ----------------------------------- | ---------------------------- | ----------------- | -------------- |
|                 | Parti de la droite (lb) Rietspartei | Parti de la droite (lb) Rietspartei | Droite Démocratie chrétienne | Mathias Huss (lb) | 25 / 52        |

## Résultats

### Résultats nationaux
|       | Parti de la droite (RP)           | 23 | 2  |  |  |  |  |
|       | Parti socialiste (SP)             | 12 |    |  |  |  |  |
|       | Ligue libérale (LL)               | 10 |    |  |  |  |  |
|       | Parti populaire indépendant (OVP) | 5  | Nv |  |  |  |  |
|       | Parti national indépendant (ONP)  | 2  | Nv |  |  |  |  |
|       | Indépendants                      | 1  | Nv |  |  |  |  |
|       |                                   |    |    |  |  |  |  |
| Total | Total                             | 53 | 1  |  |  |  |  |

### Composition de la Chambre des députés
| Circonscription     | Sièges | Parti                | Parti | Députés                         |
| ------------------- | ------ | -------------------- | ----- | ------------------------------- |
| Capellen            | 3      |                      | RP    | Nicolas Wirtgen (lb)            |
| Capellen            | 3      |                      | LL    | Edouard Hemmer (lb)             |
| Capellen            | 3      | Jacques Schmitz (lb) | LL    |                                 |
| Clervaux            | 3      |                      | RP    | Jean-Pierre Jérôme Thinnes (lb) |
| Clervaux            | 3      |                      | ONP   | Théodore Boever                 |
| Clervaux            | 3      | Pierre Prüm          | ONP   |                                 |
| Diekirch            | 4      |                      | RP    | Jean Gérard (lb)                |
| Diekirch            | 4      | Antoine Hansen       | RP    |                                 |
| Diekirch            | 4      | Mathias Jungers      | RP    |                                 |
| Diekirch            | 4      |                      | Ind.  | Nicolas Kellen                  |
| Echternach          | 2      |                      | RP    | Mathias Huss (lb)               |
| Echternach          | 2      | Lamoral de Villers   | RP    |                                 |
| Esch-sur-Alzette    | 15     |                      | SP    | René Blum                       |
| Esch-sur-Alzette    | 15     | Joseph Kieffer       | SP    |                                 |
| Esch-sur-Alzette    | 15     | Adolphe Krieps       | SP    |                                 |
| Esch-sur-Alzette    | 15     | Pierre Krier         | SP    |                                 |
| Esch-sur-Alzette    | 15     | Edouard Leon         | SP    |                                 |
| Esch-sur-Alzette    | 15     | Émile Mark           | SP    |                                 |
| Esch-sur-Alzette    | 15     | Jacques Schaack      | SP    |                                 |
| Esch-sur-Alzette    | 15     | Jean Schaack-Wirth   | SP    |                                 |
| Esch-sur-Alzette    | 15     | Jacques Thilmany     | SP    |                                 |
| Esch-sur-Alzette    | 15     | Joseph Thorn         | SP    |                                 |
| Esch-sur-Alzette    | 15     |                      | OVP   | Jean-Pierre Glesener            |
| Esch-sur-Alzette    | 15     | Bernard Herschbach   | OVP   |                                 |
| Esch-sur-Alzette    | 15     | Pierre Kappweiler    | OVP   |                                 |
| Esch-sur-Alzette    | 15     | Théodore Noesen      | OVP   |                                 |
| Esch-sur-Alzette    | 15     | Mathias Vinandy      | OVP   |                                 |
| Grevenmacher        | 3      |                      | RP    | François Altwies                |
| Grevenmacher        | 3      | Joseph Bech          | RP    |                                 |
| Grevenmacher        | 3      | Albert Dühr          | RP    |                                 |
| Luxembourg-Ville    | 4      |                      | SP    | Luc Housse                      |
| Luxembourg-Ville    | 4      | Jean-Pierre Probst   | SP    |                                 |
| Luxembourg-Ville    | 4      |                      | LL    | Robert Brasseur                 |
| Luxembourg-Ville    | 4      | Léandre Lacroix      | LL    |                                 |
| Luxembourg-Campagne | 8      |                      | RP    | Nicolas Jacoby                  |
| Luxembourg-Campagne | 8      | Nicolas Mackel       | RP    |                                 |
| Luxembourg-Campagne | 8      |                      | LL    | Gaston Diderich                 |
| Luxembourg-Campagne | 8      | Jacques Gallé        | LL    |                                 |
| Luxembourg-Campagne | 8      | Paul Koch            | LL    |                                 |
| Luxembourg-Campagne | 8      | Léon Laval           | LL    |                                 |
| Luxembourg-Campagne | 8      | Joseph Palgen        | LL    |                                 |
| Luxembourg-Campagne | 8      | Maurice Pescatore    | LL    |                                 |
| Mersch              | 2      |                      | RP    | Alphonse Eichhorn               |
| Mersch              | 2      | Jean-Pierre Ecker    | RP    |                                 |
| Redange             | 3      |                      | RP    | Eugène Hoffmann                 |
| Redange             | 3      | Nicolas Klein        | RP    |                                 |
| Redange             | 3      | Pierre Schlitz       | RP    |                                 |
| Remich              | 2      |                      | RP    | Adolphe Klein                   |
| Remich              | 2      | Auguste Thorn        | RP    |                                 |
| Vianden             | 1      |                      | RP    | Egide Petges                    |
| Wiltz               | 3      |                      | RP    | Charles Buffet                  |
| Wiltz               | 3      | Nicolas Meyers       | RP    |                                 |
| Wiltz               | 3      | Émile Reuter         | RP    |                                 |